# Leucophora andicola
Leucophora andicola är en tvåvingeart som först beskrevs av Jacques-Marie-Frangile Bigot 1885.  Leucophora andicola ingår i släktet Leucophora och familjen blomsterflugor. Inga underarter finns listade i Catalogue of Life.